# Нью-Карлайл (Індіана)
Нью-Карлайл (англ. New Carlisle) — місто (англ. town) в США, в окрузі Сент-Джозеф штату Індіана. Населення — 1891 особа (2020).

## Географія
Нью-Карлайл розташований за координатами 41°42′25″ пн. ш. 86°30′26″ зх. д. / 41.70694° пн. ш. 86.50722° зх. д. (41.706997, -86.507161).  За даними Бюро перепису населення США в 2010 році місто мало площу 5,40 км², уся площа — суходіл.

## Демографія
Згідно з переписом 2010 року, у місті мешкала 1861 особа в 719 домогосподарствах у складі 520 родин. Густота населення становила 345 осіб/км².  Було 795 помешкань (147/км²).
Расовий склад населення:
| - 96,0 % — білих - 0,8 % — чорних або афроамериканців - 0,6 % — корінних американців - 0,4 % — азіатів |

До двох чи більше рас належало 2,0 %. Частка іспаномовних становила 1,3 % від усіх жителів.
За віковим діапазоном населення розподілялося таким чином: 28,2 % — особи молодші 18 років, 59,9 % — особи у віці 18—64 років, 11,9 % — особи у віці 65 років та старші. Медіана віку мешканця становила 36,1 року. На 100 осіб жіночої статі у місті припадало 91,9 чоловіків;  на 100 жінок у віці від 18 років та старших — 93,2 чоловіків також старших 18 років.
Середній дохід на одне домашнє господарство  становив 60 223 долари США (медіана — 53 684), а середній дохід на одну сім'ю — 65 494 долари (медіана — 61 150). Медіана доходів становила 47 096 доларів для чоловіків та 32 760 доларів для жінок. За межею бідності перебувало 8,4 % осіб, у тому числі 12,5 % дітей у віці до 18 років та 3,7 % осіб у віці 65 років та старших.
Цивільне працевлаштоване населення становило 994 особи. Основні галузі зайнятості: освіта, охорона здоров'я та соціальна допомога — 27,0 %, виробництво — 20,3 %, мистецтво, розваги та відпочинок — 10,7 %, роздрібна торгівля — 7,8 %.